# Pápa vasútállomás
Pápa vasútállomás egy Veszprém vármegyei vasútállomás, melyet a MÁV üzemeltet Pápa településen. A város északi felében helyezkedik el, Erzsébetváros és Úrdomb városrészek között, közúti elérését csak városi fenntartású utak biztosítják. Helyközi és helyi buszjáratok egyaránt érintik.

## Történet
Pápa állomása a Győr – Celldömölk vasútvonal megnyitásával létesült 1871-ben. A Csornára vezető vonal 1896-ban, a Bánhidára (ma: Tatabánya) vezető vonal 1902-ben nyílt meg.
A mai felvételi épület 1911-ben épült neobarokk stílusban, Bauhaus jegyekkel. A régi indóházat ezzel egyidejűleg lebontották. Az épület hármas tagozódású, szimmetrikus elrendezésű, a középső főbejárati és a két szélső épületrész egyemeletes, e három tömböt két földszintes rész köti össze.
1912-ben gyalogos felüljárót építettek a város vasúton túl kiépült részének elérésére. Az építmény 1998-ig állt. Az elhasználódott műszaki állapota miatt lebontották.
Az állomás utolsó jelentős átépítése 2000-2001 folyamán történt. A forgalmi igényekhez igazítva csökkentették az állomás vágányhálózatát. Teljes hosszában elbontották a már nem használt textilgyári iparvágányt, egyes állomási vágányok részleges elbontásával felszabadított helyen új, széles peronok épültek perontetővel, a sínkoronától számított 30 cm-es magassággal. Új gyalogos aluljáró létesült, lépcsőfeljáróval az állomás két oldalára és a peronokra. Felújították a felvételi és az üzemi épületeket, és az állomás előtti, korábban igen leromlott állapotú Béke teret, a használaton kívüli vasúti épületeket lebontották.
A tatabányai vonal Ugod állomásig terjedő szakaszát 2022-ben hivatalosan megszüntették, a vágányt részben elbontották. A vonal megmaradt csonkja ezután már csak a pápai repülőtér iparvágányának elérését szolgája.

## Vasútvonalak
Az állomást az alábbi vasútvonalak érintik:
- Győr–Celldömölk-vasútvonal
- Környe–Pápa-vasútvonal
- Pápa–Csorna-vasútvonal

## Kapcsolódó állomások
A vasútállomáshoz az alábbi állomások vannak a legközelebb:
- Vaszar vasútállomás (Győr vasútállomás, Győr–Celldömölk-vasútvonal)
- Mezőlak vasútállomás (Celldömölk vasútállomás, Győr–Celldömölk-vasútvonal)
- Nemesgörzsöny megállóhely (Csorna vasútállomás, Pápa–Csorna-vasútvonal)
- Pusztagyimót megállóhely (Tatabánya vasútállomás, Környe–Pápa-vasútvonal)

## Forgalom
| Járat               | Útvonal | Gyakoriság                            |
| ------------------- | --- | ------------------------------------- |
| személyvonat        | Győr – Győr-Gyárváros – Győrszabadhegy – Ménfőcsanak felső – Gyömöre-Tét – Szerecseny – Gecse-Gyarmat – Vaszar – Pápa – Mezőlak – Mihályháza – Vinár – Külsővat – Celldömölk | Kb. 2 óránként                        |
| személyvonat        | Csorna – Rábapordány – Egyed-Rábacsanak – Szany-Rábaszentandrás – Rábahíd – Marcaltő – Nemesgörzsöny – Pápa | Napi 2-3 pár                          |
| Tanúhegy sebesvonat | Győr – Győr-Gyárváros – Győrszabadhegy – Ménfőcsanak felső – Gyömöre-Tét – Szerecseny – Gecse-Gyarmat – Vaszar – Pápa – Mezőlak – Mihályháza – Vinár – Külsővat – Celldömölk – Ukk – Sümeg – Tapolca – Raposka – Balatonederics – Balatongyörök – Vonyarcvashegy – Gyenesdiás (← Alsógyene) – Keszthely | Nyáron napi 1 pár                     |
| Helikon InterRégió  | Győr – Győr-Gyárváros – Győrszabadhegy – Gyömöre-Tét – Szerecseny – Vaszar – Pápa – Celldömölk – Jánosháza – Sümeg – Tapolca – Balatonederics – Balatongyörök – Vonyarcvashegy – Gyenesdiás – Keszthely – Balatonszentgyörgy – Balatonberény – Balatonmáriafürdő – Balatonfenyves alsó – Balatonfenyves – Alsóbélatelep – Bélatelep – Fonyód – Lengyeltóti – Öreglak – Somogyvár – Pamuk – Osztopán – Somogyjád – Kapostüskevár – Kaposvár (hétvégén 1-2 pár tovább: – Dombóvár alsó – Sásd – Szentlőrinc – Pécs) | 2 óránként                            |
| Rába InterRégió     | Szombathely → Sárvár → Celldömölk → Mezőlak → Pápa → Vaszar → Szerecseny → Gyömöre-Tét → Győrszabadhegy → Győr → Komárom → Tata → Tatabánya → Bicske → Budapest-Kelenföld → Ferencváros → Budapest-Keleti | Iskolaidőben vasárnap 1 Budapest felé |